# Jinjiazhuang

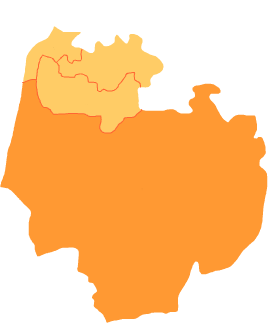
Lage des ehemaligen Stadtbezirks Jinjiazhuang im Gebiet der bezirksfreien Stadt Ma'anshan

Jinjiazhuang (chinesisch 金家庄区) war ein Stadtbezirk der bezirksfreien Stadt Ma’anshan in der chinesischen Provinz Anhui. Jinjiazhuang hatte eine Fläche von 48 km² und zählt ca. 110.000 Einwohner (2004). Im September 2012 wurde Jinjiazhuang aufgelöst und dem Stadtbezirk Huashan angegliedert.

## Administrative Gliederung
Der Stadtbezirk setzte sich aus vier Straßenvierteln und einer Gemeinde zusammen.